# Julien Boisselier
Julien Boisselier (ur. 26 maja 1970 w Nantes) – francuski aktor filmowy, teatralny i telewizyjny.

## Życiorys
Urodził się i wychował w Nantes. Jego ojciec był piłkarzem amatorem, a jego ojcem chrzestnym był Robert Budzynski, dyrektor sportowy FC Nantes.
W dzieciństwie był nieśmiały, co uniemożliwiało mu codzienną komunikację z ludźmi. Przeniósł się do Paryża, gdzie pracował jako fotograf mody. Powrócił do Paryża w wieku 20 lat, by studiować w Le Cours Florent. Dwa lata później naukę kontynuował w szkole aktorskiej paryskiego Conservatoire de la rue Blanche. Potem zaczął występować w filmach.
Rola Thomasa w dramacie Nie martw się o mnie (Je vais bien, ne t'en fais pas, 2006) przyniosła mu nagrodę Lumières Award oraz nominację do Césara.
Spotkał się z uznaną francuską aktorką Mélanie Laurent, jednak ich związek zakończył się w lutym 2009 roku.

## Wybrana filmografia
- 2008: Siła odwagi jako Pierre Desfontaines, brat Louise
- 2010: Henryk IV. Król Nawarry (TV) jako Henryk IV Burbon
- 2012: Faceci od kuchni jako Stanislas Matter